# 名無しの十字架
『名無しの十字架』（ななしのじゅうじか）は、郷一郎の同名タイトルの小説。またその作品を原作とした日本のサスペンスアクション映画で、企画は小林聡。監督は久保直樹。2012年12月1日公開。

## あらすじ
多額の借金を背負いながらもプロレスショップを営む三上は、顧客からある映像を探してほしい、と依頼を受ける。それは、好事家の間で噂だけはささやかれていた虎と人間が戦った映像を収めたというスナッフ・フィルム。都市伝説のように語られる事実の有無、そして映像は残っているのかを探す中で、三上は危険な闇の世界に足を踏み入れていってしまう。
調査するうちに、虎と戦ったのがムエタイ王者・新崎真太郎という男で、今は横浜に潜んでいるとわかった。しかし三上が訪ねると、新崎はその時の記憶をなくしていた。

## 書誌情報
- 「名無しの十字架」著者：郷一郎
  - 単行本：2009年11月1日、文芸社 ISBN 9784286078632
  - 角川文庫：2012年11月22日、角川書店 ISBN 978-4041005231

## 映画
元キックボクサーである小林聡が小説単行本を読み、この役は俺がやらないといけないと思い、企画を手掛けた。トラとの格闘シーン（劇中では対峙するまで）は日本国内では許可が下りなかったため、ロサンゼルスで行われている。
2012年12月に公開。2013年6月にDVDリリース。

## スタッフ
- 監督：久保直樹
- 脚本：稲本達郎、松田知子
- 原作：郷一郎
- 音楽：坪野竜也、濱崎明寿
- 主題歌：カラーボトル「やぁ、野良犬」
- 製作：映画「名無しの十字架」パートナーズ（ディプレックス、クロスメディア、ビジョンフォレスト、アミティエ、TCエンタテインメント）
- 配給：アークエンタテインメント

## キャスト
- 三上哲平：神尾佑
- 柳瀬雪江：松尾れい子
- 新崎真太郎：小林聡
- 和田聰宏
- 米沢瑠美
- 吉田侑生
- みのすけ
- 前田健
- 外波山文明
- 金山一彦
- まりか
- 十太：坂東工
- 不二子